# Furcaspis andamanensis
Furcaspis andamanensis är en insektsart som först beskrevs av Green 1926.  Furcaspis andamanensis ingår i släktet Furcaspis och familjen pansarsköldlöss. Inga underarter finns listade i Catalogue of Life.